# 柿丸美智恵
柿丸 美智恵（かきまる みちえ、1970年8月1日 - ）は、日本の女優である。北海道出身。立教大学英米文学科卒業。特技がピアノ、低音ヴォイスを出すことなど音楽性に優れている。

## 出演

### 舞台
- モダンスイマーズ「304」（2004年、作・演出：蓬莱竜太、下北沢OFF・OFFシアター）
- 東京国際芸術祭・アメリカ現代戯曲リーディング「アクト・ア・レディー」（2006年、作：ジョーダン・ハリソン、演出：江本純子）
- 椿組「新宿番外地」（2007年、作・演出：水谷龍二、新宿花園神社野外ステージ）
- タカハ劇団「GOD NO NAME」（2009年、作・演出：高羽彩、下北沢駅前劇場）
- 黒色綺譚カナリア派「義弟の井戸」（2009年、作・演出：赤澤ムック、シアタートラム）
- 劇団、江本純子「常に最高の状態」（2009年、作・演出：江本純子、ギャラリーLE DECO）
- ネルケプランニング「吸血鬼」（2010年、作：青木豪、演出：茅野イサム、パルコ劇場）
- 毛皮族10周年記念公演「小さな恋のエロジー」（2010年、作・演出：江本純子、下北沢駅前劇場）
- tsumazuki+コットーネ「ケゲロウの黒犬〜北赤羽サイボーグ事件」（2011年、作：スエヒロケイスケ、演出：寺十悟、下北沢ザ・スズナリ）
- サスペンデッツ「カラスの国」（2011年、作・演出：早船聡 シアタートラム）
- 8月 毛皮族「滑稽を好みて人を笑わすことを業とす」（2011年、作・演出：江本純子、リトルモア地下）
- 世田谷パブリックシアタープロデュース「往転」（2011年、作：桑原裕子、演出：青木豪、シアタートラム）
- ヴァンパイア騎士（2015年、博品館劇場） - 黒主灰閻 役
- ヴァンパイア騎士-Revive-（2015年、あうるすぽっと） - 黒主灰閻 役
- すべての犬は天国へ行く（2015年、AiiA 2.5 Theater Tokyo） - エバ 役[2]
- ザンビ（2018年） - 本庄先生 役
- 地獄は四角い（2024年、OFF・OFFシアター）[3]
- 音楽劇『不思議な国のエロス』〜アリストパネス「女の平和」より〜（2024年、作：寺山修司、演出：稲葉賀恵、新国立劇場 小劇場）[4]
- 劇団チョコレートケーキ「白き山」（2024年、作：古川健、演出：日澤雄介、下北沢駅前劇場）[5]
- プテラノドン vol.3『青春にはまだはやい』（2024年、作・演出：笠浦静花、「劇」小劇場）[6]
- タカハ劇団 第20回公演『他者の国』（2025年、作・演出：高羽彩、本多劇場）[7]
- パンセク♡（2025年公演予定、作・演出：ニシオカ・ト・ニール、小劇場B1）[8]

### 映画
- テレビマンユニオン「誰も知らない」（2004年、脚本・監督・編集：是枝裕和）
- 東映「劇場版 エリートヤンキー三郎」（2009年、原作：阿部秀司、脚本:木田紀生、監督：山口雄大）

### テレビ
- 柳橋純情
- 武蔵
- 連続テレビ小説
  - 純情きらり
  - ゲゲゲの女房
  - エール - 畠山の妻 役
- anego アネゴ
- 女王の教室
- こちら本池上署4 - 第2回ゲスト
- 弁護士のくず
- やがて来る日のために
- ブスの瞳に恋してる
- OLが行く!
- 相棒Season2 第6話 - 記者 役
- 7人の女弁護士
- 黄落
- 女の中の二つの顔
- 深夜食堂 - 戸山のマネージャー 役
- 7万人探偵ニトベ
- チャレンジド
- TAX MEN
- 霊能力者 小田霧響子の嘘
- ザ・ミュージックショウ
- Dr.伊良部一郎 - 梶山亜矢子 役
- ナースのお仕事 再会編 - 安藤美嘉 役
- マネーの天使〜あなたのお金、取り戻します!〜 - 柿沼美奈子 役
- シェフは名探偵 第6話 - 高築智行の母 役
- 東京貧困女子。-貧困なんて他人事だと思ってた- - 小柳茉莉子 役[9]

### 吹き替え
- ベートーベン
- 名探偵モンク3・4
- アガサ・クリスティー ミス・マープル1・2

### ラジオドラマ
- 青春アドベンチャー 月の立つ林で（2024年7月22日 - 8月2日）

### CM
- ブックオフ（2023年8月5日 - ） ※あのと共演[10]